# Knot 〜絆の魔法〜
『knot 〜絆の魔法〜』（ノット きずなのまほう）は、日本のゲームブランド・fengから2002年7月26日に発売された18禁恋愛アドベンチャーゲームである。

## システム
オーソドックスなアドベンチャーゲームで、主人公の行動は学校内のマップ選択により決定されるほか、イベントでは通常の選択肢も存在する。キャラクターボイスの有無は場面により異なり、重要なイベント時のみ再生される。

## ストーリー
一種の特殊能力として『魔法』が普通に存在する世界を舞台に主人公が幼馴染達と共に『魔法』発祥の地である雪城町と、町内にある雪城学園で『魔法研究会』の活動を繰り広げる。

## 登場人物
声のキャストはエンディングで確認できる。
浅倉 鷹也 (あさくら たかや)
主人公で『魔法研究会』の（名目上の）部長を頼まれる。
もともと魔法にはあまり興味はなく、部活に出る（マップ選択で部室を選ぶ）場合でも、多くの場合はヒロインと一緒に放課後を気ままに過ごす程度である。しかし美知晴ルートでは魔法の修行に打ち込む機会も見られた。
津和野 ひかり (つわの ひかり)
声 - しみずたから
身長：164cm スリーサイズ：B88/ W56/ H84
大会社の社長の孫娘で主人公のクラスメイトでもある幼なじみ。
稲葉 由縁 (いなば ゆうえん)
声 - 岡田一歩
身長：168.5cm スリーサイズ：B82/ W56/ H80
クラスメイトでひかりと主人公の幼なじみ。毎日かなりの量の食事を摂る健啖家。
魔法は比較的できる様子で、部室にいることが多い。
幸村 小姫 (ゆきむら こひめ)
声 - MARI
身長：157cm スリーサイズ：B82/ W53/ H80
主人公の一つ下の後輩で内向的な性格だが、ちょっと甘えたがりな部分もある。
有藤 鈴香 (ありとう すずか)
声 - 山口つづれ
身長：155cm スリーサイズ：B79/ W55/ H80
小姫とはクラスメイトで大親友。主人公の一つ下の後輩。髪型はポニーテールで一人称は"ボク"で陸上部に所属。
高柳 美弥 (たかやなぎ みや)
声 - 山本遼
身長：131cm スリーサイズ：B72/ W49/ H73
主人公とは始業式以来のやや腐れ縁のクラスメイト。
猫好きで、いつも「にゃんた」という猫（声 - 山本遼）と一緒にいる。
硯 美知晴 (すずり みちはる)
声 - 高森けいこ
身長：172cm スリーサイズ：B88/ W60/ H84
主人公の一つ上の優しくて気配りのある先輩で美弥と仲が良い。
浅倉 杏子 (あさくら きょうこ)
声 - しみずたから
身長：168cm
音楽雑誌のライターをしている。弟にはやや甘い主人公の姉で、家事は不得意でぶっきらぼうで大雑把な性格。
Yシャツにジーパンという男のような格好をして、常に煙草をくわえている。攻略キャラクターではないが、彼女寄りの選択肢を選びつづけることでちょっとしたイベントが発生し、唯一煙草をくわえていないCGも確認できる。
幸村 樹 (ゆきむら いつき)
声 - 岡田一歩
身長：165cm
生徒が面食らうような発言をすることもある主人公のクラスの担任で現代国語の教師で魔法研究会の顧問でもある。
攻略ヒロインではないが、ヒロイン6人と同じように、イベントによっては魔法を発動するCGが用意されている。
その他のキャスト
- ばあさま - 高森けいこ
- 天の声 - MARI

## 製作スタッフ
- 原画・キャラクターデザイン - 神無月ねむ
- シナリオ - 早川袖流
- 主題歌 - 佐藤裕美[4]
  - OPテーマ 「knot」
  - EDテーマ 「もう魔法はいらない」

## その他
- 初回版にはサントラCD『knot Original Sound Track -Piece OF Memories-』が付属した[4]。